# Giustina Francucci Bezzoli
Giustina Francucci Bezzoli (Arezzo, 1260 – Arezzo, 12 marzo 1319) è stata una religiosa italiana dell'Ordine di San Benedetto.
Il suo culto come beata è stato confermato da papa Leone XIII nel 1891.

## Biografia
Abbracciò tredicenne la vita religiosa tra le benedettine del monastero di San Marco e passò poi a quello di Tutti i Santi. Desiderando condurre una vita più austera, si ritirò in una cella presso il castello di Civitella, dove viveva un'altra reclusa di nome Lucia, e vi rimase anche dopo la morte della compagna.
Ormai anziana ed estenuata dalle penitenze, dovette lasciare la cella e fu accolta nel monastero di Sant'Antonio ad Arezzo, dove si spense.

## Il culto
Papa Leone XIII, con decreto del 14 gennaio 1891, ne confermò il culto con il titolo di beata.
Il suo elogio si legge nel martirologio romano al 12 marzo.